# Jożef Beca
Jożef Jożefowycz Beca, ukr. Йожеф Йожефович Беца, ros. Йожеф Йожефович Беца, Jożef Jożefowicz Bieca, węg. József Becza (ur. 6 listopada 1929 w Mukaczewie, Czechosłowacja, zm. 24 lutego 2011 w Mukaczewie, Ukraina) – ukraiński piłkarz pochodzenia węgierskiego, grający na pozycji pomocnika, reprezentant ZSRR, trener piłkarski.

## Kariera piłkarska

### Kariera klubowa
Karierę piłkarza rozpoczynał w prowincjonalnym amatorskim klubie Bilszowyk Mukaczewo. Kolejne trzy lata spędził w drużynie Spartaka Użhorod, kiedy to w 1950 przyszedł czas służyć w wojsku. Tak stał się zawodnikiem drużyny Garnizonowego Budynku Oficerów w Stanisławowie. Latem 1951 drużyna została rozwiązana, bo nie ustąpiła liderowi OBO Lwów. Najlepszych piłkarzy zabrali do lwowskiego klubu, a Beca został zawodnikiem miejscowego Spartaka Stanisławów. O utalentowanym piłkarzu usłyszeli w Kijowie i wiele razy przyjeżdżali zabrać go do Dynama Kijów. Jednak piłkarza wtedy ciągłe odsyłali „odbywać karę”. O stanisławowskiej gwieździe doniesiono marszałkowi Gieorgijewi Żukowu, który wydał rozkaz: „Niech pół roku pogra we Lwowie, a potem do Moskwy”. Tak piłkarz został przeniesiony najpierw do OBO Lwów, a w 1955 w CDSA Moskwa, który w 1957 zmienił nazwę na CSK MO Moskwa. W tym klubie z powodu ciężkiej kontuzji zakończył piłkarską karierę w wieku 27 lat.

### Kariera reprezentacyjna
23 października 1955 zadebiutował w reprezentacji Związku Radzieckiego w spotkaniu towarzyskim z Francją zremisowanym 2:2. Ponadto występował w olimpijskiej reprezentacji Związku Radzieckiego, w składzie której zdobył złoty medal na Olimpiadzie w Melbourne 1956.

## Kariera trenerska
Po ukończeniu kariery piłkarskiej ukończył najpierw Instytut Kultury Fizycznej im. Lesgafta w Leningradzie. W latach 1959–1961 trenował Wojskowy Instytut Kultury Fizycznej im. Lenina. Od 1961 do 1975 pracował w klubie SKA Rostów nad Donem, z wyjątkiem dwóch lat spędzonych w SKA Lwów oraz półtora roku, kiedy prowadził drużynę PGW, stacjonującej w Polsce. Następnie prowadził inne radziecki kluby, takie jak: Metałurh Zaporoże, Ararat Erywań, Kajrat Ałma-Ata, SKA Odessa oraz Torpedo Zaporoże. W 1990 powrócił do miasta, w którym urodził się – Mukaczewo. Często przychodził do juniorskiego klubu Iskra Mukaczewo, któremu oddał wiele lat swojej pracy z uczniami. 24 lutego 2011 zmarł w Mukaczewie.

## Sukcesy i odznaczenia

### Sukcesy klubowe
- złoty medalista Igrzysk Olimpijskich: 1956
- brązowy medalista Mistrzostw Związku Radzieckiego: 1955, 1956, 1958
- zdobywca Pucharu ZSRR: 1955

### Sukcesy trenerskie
- wicemistrz Związku Radzieckiego: 1966
- finalista Pucharu ZSRR: 1971

### Sukcesy indywidualne
- wybrany do listy 33 najlepszych piłkarzy ZSRR:
  - Nr 2: 1956
- uznany za najlepszego piłkarza w historii piłki nożnej obwodu zakarpackiego: 2001

### Odznaczenia
- tytuł Mistrza Sportu ZSRR: 1961
- tytuł Zasłużonego Mistrza Sportu ZSRR: 1986
- tytuł Zasłużony Trener Rosyjskiej FSRR: 1966
- tytuł Zasłużony Trener Armeńskiej SRR: 1980
- Order „Za zasługi” III klasy: 2004[4]